# 마이클 박

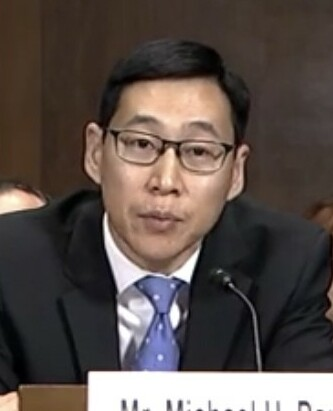

마이클 박(영어: Michael Hun Park, 1976년 4월 1일 ~ )은 미국 제2 연방순회항소법원 판사이다. 한국계 미국인으로 한국명은 박헌(朴憲)이다. 미국 동부지역의 최초 한국계 연방판사이자, 고(故) 허버트 최 판사에 이어 거의 50년 만에 탄생된 두번째의 한국계 연방항소법원 판사이다. 미국에는 94개의 연방지방법원이 있고 그 위에 12개의 연방순회항소법원이 있다. 제2 순회항소법원은 뉴욕 주와 코네티트것 주를 포함한 동부지역의 6개 연방지방법원 판결을 거쳐 항소된 케이스들을 심의 판결한다. 미국에서는 연방대법원에서 판결하는 케이스가 극히 적으므로 거의 모든 재판의 최종 판결이 연방순회항소법원에서 이루어진다. 미국의 연방법원 판사(대법관 9명, 연방항소법원 판사 179명, 연방지방법원 판사 674명)는 종신직이다.

## 성장기와 경력
미네소타주에서 태어난 박판사는 버지니아주에 위치한 토마스제퍼슨 과학기술고등학교를 졸업하고 프린스턴 대학교에서 상위 우등생(magna cum laude)으로 학사학위를 받았으며, 예일 대학교 로스쿨에서 법무학 박사 (J.D.) 학위를 취득했다. 예일 로스쿨 재학시에는 예일 로스쿨 대표 학술지 예일 로 저널 매니징 편집인(Managing Editor)으로 활약했다. 로스쿨 졸업 후에는 제3 연방순회항소법원 새뮤얼 앨리토 판사의 법률서기(law clerk)로 일했고, 2002년부터 2006년까지 로펌 윌머헤일 뉴욕 오피스에서 변호사로 근무했다.
박판사는 2년 동안 연방법무부 법률자문관실에서 자문변호사(attorney-advisor)로 근무하였고, 앨리토 판사가 미국 연방 대법원 대법관이 되자 2008 ~ 2009년 대법원에서 다시 그의 법률서기로 경력을 쌓았다. 2009년부터 2011년까지는 로펌 데커트(Dechert)에서 선임변호사로, 2012년부터 2015년까지는 파트너로 일했다. 2013년에는 전국 아시아 태평양계 아메리칸 변호사협회 (보관됨 2019-12-07 - 웨이백 머신)의 40세 이하 최우수 변호사로 선정되었고, 2016 ~ 2019년에는 변호사 평가 써비스 펌 수퍼 변호사(Super Lawyers)에 의해서 뉴욕 소송 분야 최고 등급 (Top Rated)의 '수퍼 변호사'로 뽑히었다. 박판사는 2015년부터 2019년까지 소송전문 로펌 콘소보이 맥카티 박의 창립 파트너(Name Partner)였다.
2019년 5월 연방항소법원 판사가 될 때까지 4년 동안 박판사는 콘소보이 맥카티 박에서 보수 법조계의 슈퍼스타로 활약했다. 노스캐롤라이나 대학교와 하버드 대학교가 입학심사 과정시 특정 소수계를 위한 적극적 우대조치 아래 아시아계 학생들에게 적용한 인종차별적 평가에 대한 소송을 리드했다. 미국 환경보호청의 물 규제법규에 대한 미국 상공회의소와 다른 비지니스들의 소송을 담당했고, 2016년에는 가족계획 보건소에 대한 연방 의료보조금의 지원 중단과 관련된 소송에서 캔자스주 보건환경부의 변호를 맡았다.
박판사는 연방대법원 역사 소사이티, 대도시 빈곤탈피 운동, 그리고 뉴욕 아시안계 아메리칸 변호사협회 (보관됨 2019-12-12 - 웨이백 머신)의 이사이고, 보수계 법조인협회(Federalist Society) 회원이다. 또 박판사는 컬럼비아 로스쿨 객원교수로 항소심 변론(Appellate Advocacy)을 가르친다. 2019년까지는 조지 메이슨 대학교 앤터닌 스캘리아 로스쿨 객원교수로 대법원 실무를 가르쳤다.

## 사법 경력
2018년 10월 10일 도널드 트럼프 대통령은 박판사를 제2 연방순회항소법원 판사로 지명할 의도를 발표했다. 그의 대통령 지명은 2018년 11월 13일 상원에 보내졌다.
2018년 상원 회기의 만료로 박판사의 지명은 2019년 1월 3일 대통령에게 반송되었다. 2019년 1월 23일 트럼프 대통령은 연방판사직에 박판사를 재 지명할 의도를 발표하고 당일 그의 지명을 상원에 보냈다. 2019년 2월 13일 상원 법사위원회에서 박판사의 청문회가 열렸고, 2019년 3월 7일 그의 지명은 양당으로 분리된 12대 10의 투표로 상원 법사위원회를 통과했다. 2019년 5월 9일 박판사의 지명은 상원 본회의에서 52대 41로 인준되었고, 그는 2019년 5월 13일 공식 임명을 받아 종신직인 제2 연방순회항소법원 판사로 취임했다. 1891년 수립된 이래 제2 연방순회항소법원의 74번째 판사가 된 박판사는 아시안계 미국인으로는 두번째, 그리고 한국계 미국인으로는 첫번째 제2 순회항소법원 판사이다.

## 사생활
박판사의 부인은 세라 서(Sarah Seo)이다. 세라 서는 프린스턴 대학교와 컬럼비아 대학교 로스쿨을 졸업하고 뉴욕 남부 연방지방법원 데니 친 판사와 제2 순회항소법원 리나 래기 판사의 법률서기를 지냈다. 프린스턴 대학교 법역사(legal History) 박사 (Ph.D.)인 세라 서도 한국계 미국인으로 컬럼비아 대학교 로스쿨 교수이다.